# Чемпионат мира по футболу 1974 (отборочный турнир)
99 стран подали заявки на участие в чемпионате мира по футболу 1974 года, претендуя на 16 мест в финальном турнире.  ФРГ (хозяйка чемпионата) и  Бразилия (чемпион мира) получили путёвки автоматически, остальные 14 мест были разыграны в отборочном турнире.
16 путёвок в финальный турнир чемпионата мира 1974 года были распределены по континентальным зонам:
- Европа (УЕФА): 9,5 мест, 1 из которых автоматически получила  ФРГ, а остальные 8,5 мест были разыграны между 32 странами. Обладатель 0,5 путёвки играл в стыковом матче (против команды КОНМЕБОЛ).
- Южная Америка (КОНМЕБОЛ): 3,5 места, 1 из которых автоматически получила  Бразилия, а остальные 2,5 мест были разыграны между 9 странами. Обладатель 0,5 путёвки играл в стыковом матче (против команды УЕФА).
- Северная, Центральная Америка и Карибы (КОНКАКАФ): 1 место, разыгранное 14 странами.
- Африка (КАФ): 1 место, разыгранное 24 странами.
- Азия (АФК) и Океания (ОФК): 1 место, разыгранное 18 странами.

90 команд сыграли в отборочном турнире 226 матчей, забив 620 мячей (в среднем 2,74 мяча в матче).

## Континентальные зоны
Подробности (даты и результаты матчей, турнирные таблицы) приведены в отдельных статьях по каждой континентальной зоне:
- Европа (УЕФА)

Группа 1 —  Швеция получила путёвку.
Группа 2 —  Италия получила путёвку.
Группа 3 —  Нидерланды получили путёвку.
Группа 4 —  ГДР получила путёвку.
Группа 5 —  Польша получила путёвку.
Группа 6 —  Болгария получила путёвку.
Группа 7 —  Югославия получила путёвку.
Группа 8 —  Шотландия получила путёвку.
Группа 9 —  СССР вышел в стыковой матч УЕФА/КОНМЕБОЛ.
- Южная Америка (КОНМЕБОЛ)

Группа 1 —  Уругвай получил путёвку.
Группа 2 —  Аргентина получила путёвку.
Группа 3 —  Чили вышла в стыковой матч УЕФА/КОНМЕБОЛ.
- Северная Америка (КОНКАКАФ)

 Гаити получила путёвку.
- Африка (КАФ)

 Заир получил путёвку.
- Азия (АФК) и Океания (ОФК)

 Австралия получила путёвку.

## Стыковые матчи
Команды встречались в двух матчах (в гостях и дома). Победитель получал путёвку.

### Стыковой матч УЕФА/КОНМЕБОЛ
26/09/1973, Москва, СССР —  СССР 0-0  Чили
21/11/1973, Сантьяго, Чили  Чили 2-0  СССР (техническая победа)
Поскольку  СССР отказался играть ответный матч в Чили в связи с чилийским военным переворотом 1973 года,  Чили получила путёвку автоматически.

## Страны-финалисты
| Команда       | Финалов | Подряд | Последний финал |
| ------------- | ------- | ------ | --------------- |
| Аргентина     | 6й      | 1      | 1966            |
| Австралия     | 1й      | 1      | -               |
| Бразилия (ЧМ) | 10й     | 10     | 1970            |
| Болгария      | 4й      | 4      | 1970            |
| Чили          | 5й      | 1      | 1966            |
| ГДР           | 1й      | 1      | -               |
| Гаити         | 1й      | 1      | -               |
| Италия        | 8й      | 4      | 1970            |
| Нидерланды    | 3й      | 1      | 1938            |
| Польша        | 2й      | 1      | 1938            |
| Шотландия     | 3й      | 1      | 1958            |
| Швеция        | 6й      | 2      | 1970            |
| Уругвай       | 7й      | 4      | 1970            |
| ФРГ (ХЧ)      | 8й      | 6      | 1970            |
| Югославия     | 6й      | 1      | 1962            |
| Заир          | 1й      | 1      | -               |

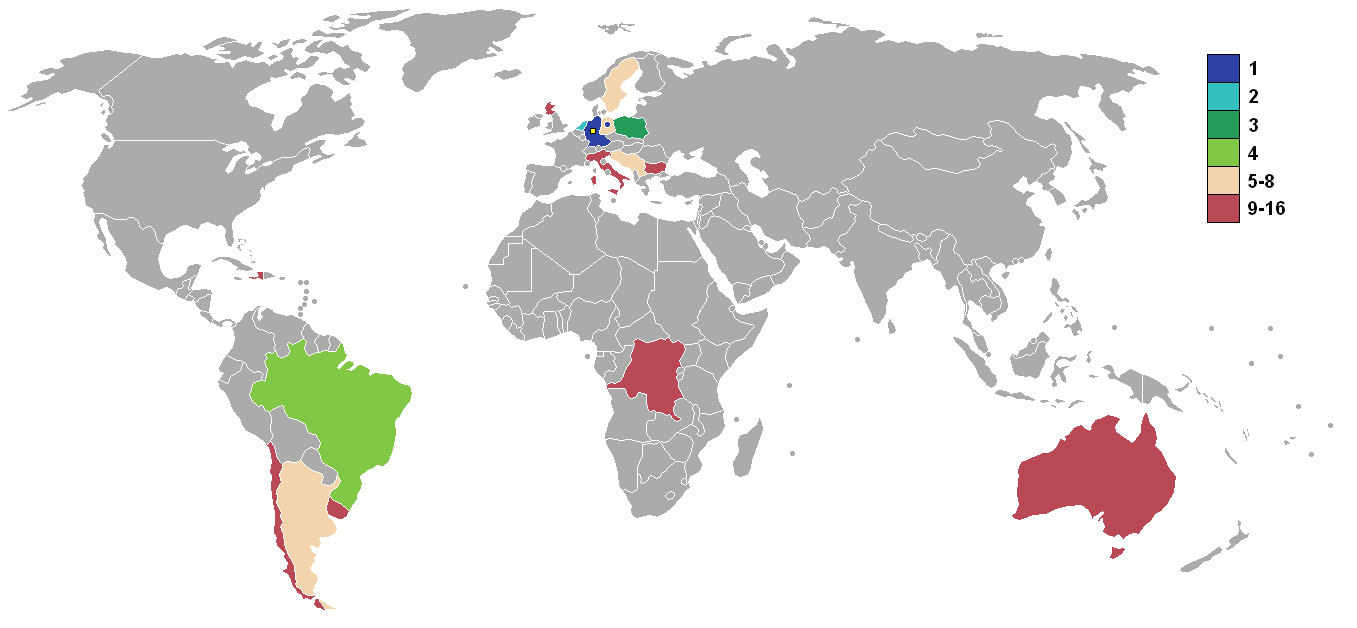
Страны-финалисты

(ХЧ) — получила путёвку автоматически, как хозяйка чемпионата.
(ЧМ) — получила путёвку автоматически, как чемпион мира.